# Ka Mate

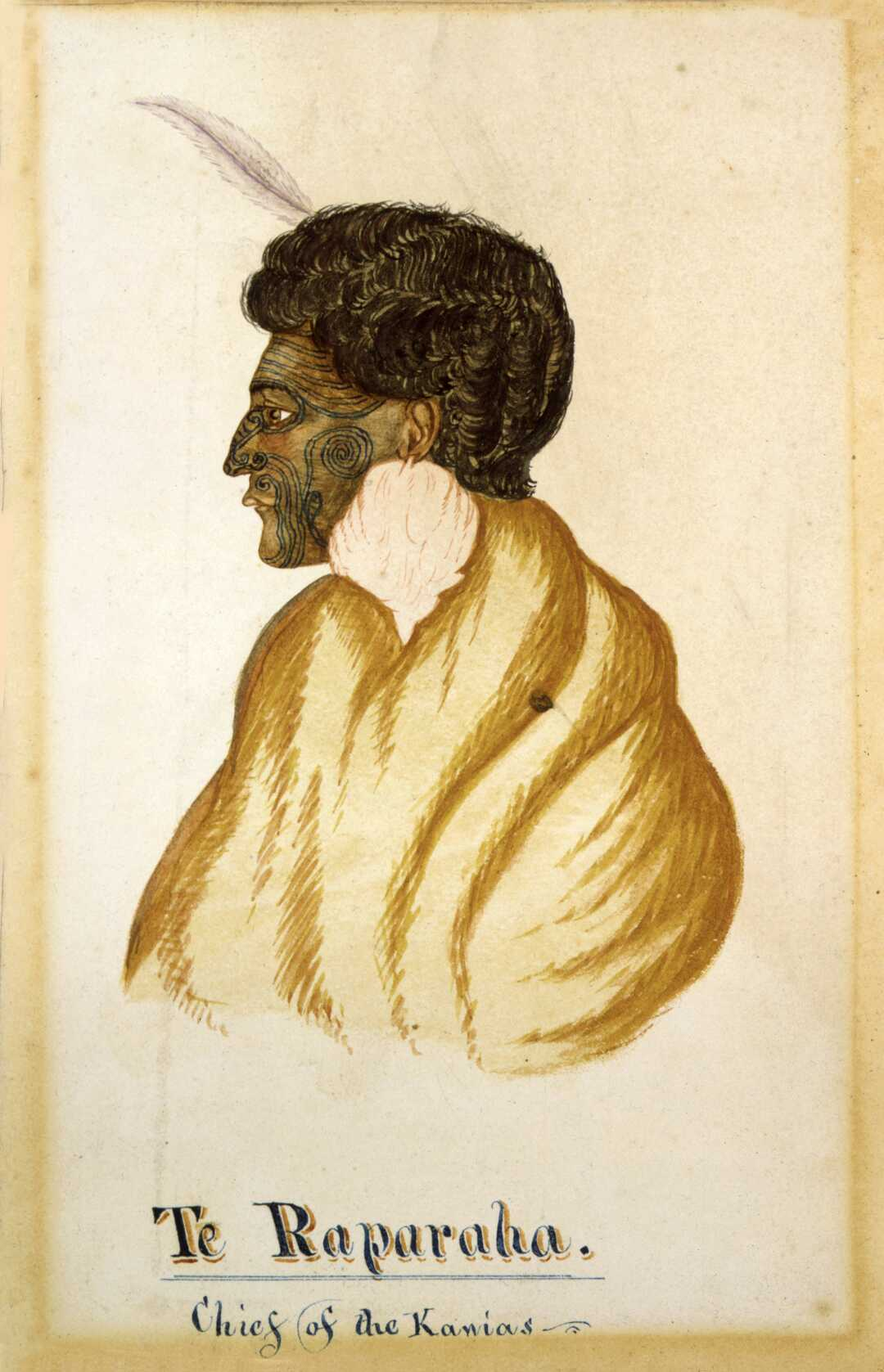
Te Rauparaha, el Jefe Ngāti Toa - hacia 1840.

«Ka Mate» es una haka maorí compuesta por Te Rauparaha, líder guerrero de la tribu Ngāti Toa de la Isla Norte de Nueva Zelanda. La compuso como celebración de la vida sobre la muerte después de su milagrosa escapada de sus enemigos Ngati Maniapoto y Waikato. Se había ocultado en una cueva de almacenamiento de comida, cuando salió se encontró por un jefe amigo suyo llamado - Te Whareangi (el «hombre peludo»).
«Ka Mate» es la haka más conocida y difundida en Nueva Zelanda. En el resto del mundo es conocida gracias al equipo nacional de rugby de Nueva Zelanda, conocidos como los «All Blacks», recitándola previo al inicio de sus encuentros internacionales, sean de torneos oficiales o partidos amistosos (estos últimos llamados test matches). Desde el 2005, los All Blacks recitan ocasionalmente otra haka, llamada, «Kapa o Pango».

## En la cultura popular
El 14 de noviembre de 2024, la legisladora maorí Hana-Rawhiti Maipi-Clarke, representante del partido que representa a dicho pueblo en el parlamento neozelandés desde 2023, protestó haciendo un “haka” y rompió una copia del proyecto de ley que reinterpretaría el Tratado de Waitangi, durante su primera lectura en el Parlamento.
El presidente del parlamento, Gerry Brownlee, suspendió el Parlamento durante 20 minutos, así como reprendió a Maipi-Clarke por sus acciones, suspendiéndola del Parlamento durante 24 horas.

## Letra
La haka compuesta por Te Rauparaha empezaba con un cántico:
Kikiki kakaka kauana!
Kei waniwania taku tara
Kei tarawahia, kei te rua i te kerokero!
He pounga rahui te uira ka rarapa;
Ketekete kau ana to peru kairiri
Mau au e koro e – Hi! Ha!
Ka wehi au ka matakana,
Ko wai te tangata kia rere ure?
Tirohanga ngā rua rerarera
Ngā rua kuri kakanui i raro! Aha ha!
Después venía la parte principal de la haka:
| Ka mate, ka mate! ka ora! ka ora! Ka mate! ka mate! ka ora! ka ora! Tēnei te tangata pūhuruhuru Nāna nei i tiki mai whakawhiti te rā Ā, upane! ka upane! Ā, upane, ka upane, whiti te ra! | ¡Muero! ¡Muero! ¡Vivo! ¡Vivo! ¡Muero! ¡Muero! ¡Vivo! ¡Vivo! Este es el hombre peludo (valiente) Que trajo el Sol Y lo hizo brillar de nuevo ¡Un paso hacia arriba! ¡Otro paso hacia arriba! |

## All Blacks
La versión realizada por los All Blacks se inicia con una serie de órdenes del líder al resto del equipo («escuchen cuidadosamente», «prepárense», «firmes»...), a cada una de las cuales el grupo responde con gritos de aceptación. Una vez que todo el grupo se encuentra en posición, comienza la haka propiamente dicha, cantando solo la parte final de la versión original de Ka Mate:

Taringa wakarongo! (Líder)

Uhhhhh (Grupo)

Kia rite! (Líder)

Uhhhhh (Grupo)

Kia rite! (Líder)

Uhhhhh (Grupo)

Kia Mau! (Líder. El grupo se pone en posición)

Ringa ringa pakía! (Líder)

Waewae takahía, kia kino nei hoki! (Líder)

Kia kino nei hoki! (Todos)

[Comienza la haka propiamente dicha, con el canto y el baile grupal]

Ā ka mate, ka mate ka ora, ka ora

Ā ka mate, ka mate ka ora, ka ora

Tēnei te tangata pūhuruhuru

Nãna nei i tiki mai

Whakawhiti te rā

Ā upane

Ka upane

Ā upane, ka upane

Whiti te rā

Uhhhhhhhhhhhhh.
¡Escuchen cuidadosamente! (Líder)

Uhhhhh (Grupo)

¡Prepárense! (Líder)

Uhhhhh (Grupo)

¡Prepárense! (Líder)

Uhhhhh (Grupo)

¡Firmes! (Líder. El grupo se pone en posición)

¡Golpeen sus manos contra sus caderas! (Líder)

¡Den pisotones lo más fuerte que puedan! (Líder)

¡Lo más fuerte que puedan! (Todos)

[Comienza la haka propiamente dicha, con el canto y el baile grupal]

¿Moriré? ¿Moriré? ¿Viviré? ¿Viviré?

¿Moriré? ¿Moriré? ¿Viviré? ¿Viviré?

Este es el hombre peludo

Que ha traído el sol

Y lo ha hecho brillar.

¡Un paso hacia arriba!

¡Otro paso hacia arriba!

¡Un paso hacia arriba, otro paso hacia arriba!

¡El sol brilla!

Uhhhhhhhhhhhhh.